# Franz Hölbl
Franz Hölbl (27 dicembre 1927 – 6 novembre 1976) è stato un sollevatore austriaco che gareggiò nella categoria dei pesi massimi, campione europeo nel 1954 a Vienna.

## Carriera
Iniziò la carriera di sollevatore nel 1946, militando nello Sportvereins Auto Wien. Fu campione austriaco per sette volte nel 1949, dal 1952 al 1954 e dal 1956 al 1958, piazzandosi secondo nel 1951. Fu campione europeo a Vienna nel 1954, conquistando il bronzo mondiale nella stessa manifestazione, e vinse altre quattro medaglie (una d'argento e tre di bronzo) ai campionati europei dal 1952 al 1956.
Partecipò a due edizioni dei Giochi olimpici: a Helsinki nel 1952, piazzandosi ottavo, e a Melbourne nel 1956, classificandosi settimo.
Nel 1959 terminò la carriera agonistica per svolgere la professione di ingegnere. Scomparve nel novembre del 1976 all'età di 48 anni.